# منیک (آلبوم)
منیک (به انگلیسی: Manic) سومین آلبوم استودیویی توسط هنرمند آمریکایی هالزی است. این آلبوم در ۱۷ ژانویه ۲۰۲۰ از سوی کپیتال رکوردز منتشر شد. این آلبوم شامل ۱۵ ترک و ۵ سینگل ترک است.
پیش از این انتشار سه تک آهنگ «بدون من»، «قبرستان» و «تو باید غمگین باشی» با حضور مهمانان برجسته دومنیک فیک، آلانیس موریست و شوگا از گروه موسیقی پسرانه کره جنوبی بی‌تی‌اس بود. این آلبوم از نظر تجاری موفقیت‌آمیز بود و در جایگاه دوم جدول آلبوم‌های بیلبورد ۲۰۰ در ایالات متحده قرار گرفت و به سومین آلبوم هالزی در دو جدول برتر و بزرگترین اولین آلبوم او در این کشور تا به امروز تبدیل شد و در هفته اول ۲۳۹۰۰۰ واحد فروش کرد.

## زمینه و صدا
در ۴ اکتبر ۲۰۱۸، هالزی آهنگ "بدون من"، اولین ماده انفرادی خود را از زمان آلبوم دوم استودیویی خود به نام Hopeless Fountain Kingdom، که در سال ۲۰۱۷ منتشر شد ، منتشر کرد. در ابتدا، این آهنگ به عنوان یک آهنگ مستقل در نظر گرفته شده بود .، اما بعداً در ضبط قرار گرفت و به عنوان آهنگ اصلی تبدیل شد. در مارس ۲۰۱۹، هالزی اعلام کرد که سومین آلبوم استودیویی خود در سال ۲۰۲۰ منتشر می‌شود و او می‌خواهد "عالی" باشد. تک آهنگ مستقل "Nightmare" که در ۱۷ می ۲۰۱۹ منتشر شد، در ابتدا قرار بود به عنوان تک آهنگ اصلی آلبوم باشد. یک صحنه در موزیک ویدئو "کابوس" نشان می‌داد که هالزی روزنامه ای را در دست داشت که "MANIC" را می‌خواند و صحنه دیگری است که در آن تابلویی با عنوان "H3 / AI / 10-2019" را نشان می‌دهد، در حالی که روز واقعی نشان داده نمی‌شود، که برخی حدس می‌زنند اشاره ای که آلبوم در اکتبر ۲۰۱۹ منتشر خواهد شد. با این حال، در ۱۷ ژانویه ۲۰۲۰ منتشر شد.